# Balkanski vohun
Balkanski vohun (srbohrvaško Balkanski špijun) je jugoslovanski komični film iz leta 1984.

## Vsebina
Ilija Cvorović (igra ga Danilo Stojković) je nekega dne poklican s strani tajne policije, da odgovori na nekaj rutinskih vprašanj glede njegovega soseda, poslovneža, ki se je pravkar vrnil iz tujine. Ta izkušnja ga tako spremeni, da začne verjeti, da so povsod okoli njega protikomunisti in zahodni vohuni, tako da začne vohuniti za svojim sosedom.